# NetApp
NetApp Inc. – amerykańska firma, zajmująca się przechowywaniem, zarządzaniem i ochroną danych. Główna siedziba znajduje się w Sunnyvale w stanie Kalifornia. W rankingu Fortune „100 best companies to work for” za rok 2009 zajęła pierwsze miejsce.

## Produkty
Firma znana jest w Polsce z produkcji macierzy dyskowych, m.in.: FAS 2020, FAS 2040, FAS 2050. Macierze tej firmy charakteryzują się możliwością podłączenia zarówno za pomocą iSCSI, jak również protokołu Fibre Channel.